# Stephen Bungay
Stephen Francis Bungay (nascido em 2 de setembro de 1954) é um consultor de gestão britânico, historiador e autor, que atualmente atua como Diretor do Ashridge Strategic Management Center na Hult International Business School.

## Publicações
- Beauty and Truth: a Study of Hegel's Aesthetics (1984) ISBN 0-19-815540-9
- The Most Dangerous Enemy: a History of the Battle of Britain (2001) ISBN 1-85410-801-8
- Alamein (2002) ISBN 1-85410-842-5
- The Art of Action: How Leaders Close the Gaps Between Plans, Actions and Results (2010) ISBN 978-1-85788-559-0